# 圣利博堂

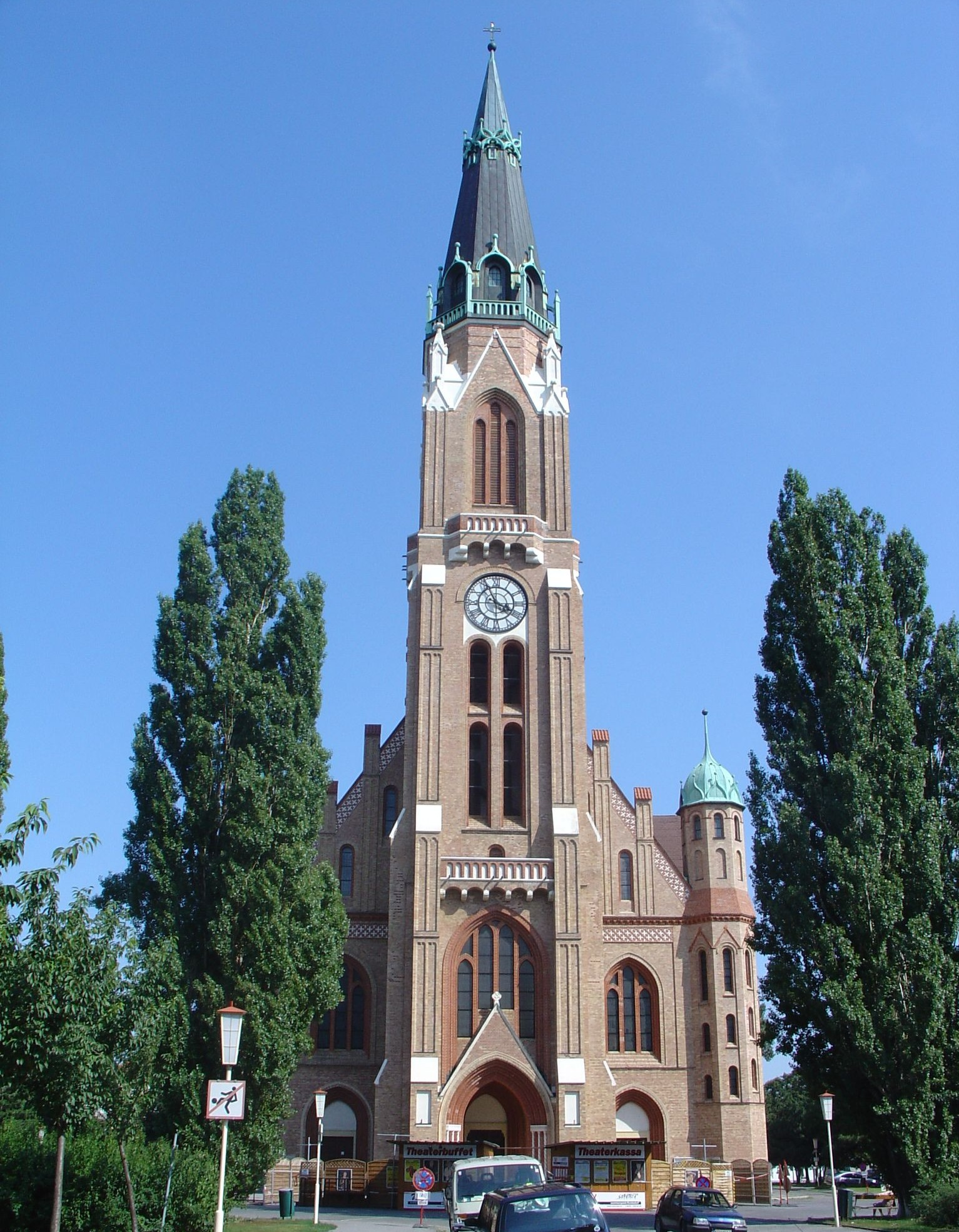
圣利博堂

圣利博堂（德語：Kirche zum Heiligen Leopold, "Donaufelder Kirche"）是一座罗马天主教教堂，位于奥地利维也纳第二十一区Floridsdorf的 Kinzerplatz，高达96米，为维也纳第三高的教堂。完成于1914年，建筑师弗朗茨·纽曼已去世十年。早期曾有计划利用该堂作为多瑙河以东新教区的主教座堂，但随着1904年 Floridsdorf 并入维也纳而放弃此计划。该堂属于维也纳总教区，被委托给克洛斯特新堡的奥斯定会管理。 
该堂的主保圣利博是奥地利的主保圣人和克洛斯特新堡的建立者。